# Gouvieux
Gouvieux és un municipi francès, situat al departament de l'Oise i a la regió dels Alts de França. L'any 2007 tenia 9.622 habitants.

## Demografia

### Població
El 2007 la població de fet de Gouvieux era de 9.622 persones. Hi havia 3.604 famílies de les quals 903 eren unipersonals (340 homes vivint sols i 563 dones vivint soles), 1.171 parelles sense fills, 1.239 parelles amb fills i 291 famílies monoparentals amb fills.
La població ha evolucionat segons el següent gràfic:
Habitants censats

### Habitatges
El 2007 hi havia 3.994 habitatges, 3.670 eren l'habitatge principal de la família, 135 eren segones residències i 188 estaven desocupats. 2.719 eren cases i 1.206 eren apartaments. Dels 3.670 habitatges principals, 2.622 estaven ocupats pels seus propietaris, 930 estaven llogats i ocupats pels llogaters i 118 estaven cedits a títol gratuït; 206 tenien una cambra, 297 en tenien dues, 488 en tenien tres, 710 en tenien quatre i 1.968 en tenien cinc o més. 2.777 habitatges disposaven pel capbaix d'una plaça de pàrquing. A 1.621 habitatges hi havia un automòbil i a 1.752 n'hi havia dos o més.

### Piràmide de població
La piràmide de població per edats i sexe el 2009 era:
| Homes | Edats   | Dones |
| ----- | ------- | ----- |
| 0     | 95 o +  | 8     |
| 16    | 90 a 94 | 64    |
| 56    | 85 a 89 | 68    |
| 40    | 80 a 84 | 88    |
| 88    | 75 a 79 | 128   |
| 108   | 70 a 74 | 144   |
| 192   | 65 a 69 | 220   |
| 240   | 60 a 64 | 236   |
| 304   | 55 a 59 | 316   |
| 460   | 50 a 54 | 468   |
| 404   | 45 a 49 | 436   |
| 324   | 40 a 44 | 352   |
| 292   | 35 a 39 | 320   |
| 284   | 30 a 34 | 356   |
| 324   | 25 a 29 | 244   |
| 228   | 20 a 24 | 204   |
| 412   | 15 a 19 | 352   |
| 344   | 10 a 14 | 276   |
| 336   | 5 a 9   | 221   |
| 220   | 0 a 4   | 236   |

## Economia
El 2007 la població en edat de treballar era de 6.243 persones, 4.341 eren actives i 1.902 eren inactives. De les 4.341 persones actives 4.003 estaven ocupades (2.103 homes i 1.900 dones) i 338 estaven aturades (171 homes i 167 dones). De les 1.902 persones inactives 591 estaven jubilades, 562 estaven estudiant i 749 estaven classificades com a «altres inactius».

### Ingressos
El 2009 a Gouvieux hi havia 3.546 unitats fiscals que integraven 9.266 persones, la mediana anual d'ingressos fiscals per persona era de 26.536 €.

### Activitats econòmiques
Dels 491 establiments que hi havia el 2007, 9 eren d'empreses alimentàries, 1 d'una empresa de fabricació de material elèctric, 20 d'empreses de fabricació d'altres productes industrials, 33 d'empreses de construcció, 91 d'empreses de comerç i reparació d'automòbils, 20 d'empreses de transport, 29 d'empreses d'hostatgeria i restauració, 14 d'empreses d'informació i comunicació, 20 d'empreses financeres, 26 d'empreses immobiliàries, 88 d'empreses de serveis, 95 d'entitats de l'administració pública i 45 d'empreses classificades com a «altres activitats de serveis».
Dels 90 establiments de servei als particulars que hi havia el 2009, 1 era una oficina de correu, 5 oficines bancàries, 12 tallers de reparació d'automòbils i de material agrícola, 1 establiment de lloguer de cotxes, 1 autoescola, 4 paletes, 2 guixaires pintors, 2 fusteries, 7 lampisteries, 7 electricistes, 6 empreses de construcció, 10 perruqueries, 5 veterinaris, 10 restaurants, 11 agències immobiliàries, 2 tintoreries i 4 salons de bellesa.
Dels 27 establiments comercials que hi havia el 2009, 1 era un hipermercat, 4 botiges de menys de 120 m², 3 fleques, 3 carnisseries, 2 llibreries, 4 botigues de roba, 3 botigues d'equipament de la llar, 2 botigues d'electrodomèstics, 1 una botiga d'electrodomèstics, 1 una botiga de mobles i 3 floristeries.
L'any 2000 a Gouvieux hi havia 7 explotacions agrícoles.

## Equipaments sanitaris i escolars
El 2009 hi havia 1 hospital de tractaments de mitja durada (seguiment i rehabilitació) i 3 farmàcies.
El 2009 hi havia 3 escoles maternals i 5 escoles elementals. Gouvieux disposava d'un col·legi d'educació secundària amb 488 alumnes.
Gouvieux disposava d'un centre de formació no universitària superior de formació tècnica.

## Poblacions properes
El següent diagrama mostra les poblacions més properes.